# 1996-os Formula–1 brazil nagydíj
A brazil nagydíj volt az 1996-os Formula–1 világbajnokság második futama.

## Futam
| Helyezés | #  | Versenyző             | Csapat/Motor       | Futott körök | Idő/Kiesés oka | Rajthely | Pontszám |
| -------- | -- | --------------------- | ------------------ | ------------ | -------------- | -------- | -------- |
| 1        | 5  | Damon Hill            | Williams-Renault   | 71           | 1:49:52,976    | 1        | 10       |
| 2        | 3  | Jean Alesi            | Benetton-Renault   | 71           | +17,982        | 5        | 6        |
| 3        | 1  | Michael Schumacher    | Ferrari            | 70           | +1 kör         | 4        | 4        |
| 4        | 7  | Mika Häkkinen         | McLaren-Mercedes   | 70           | +1 kör         | 7        | 3        |
| 5        | 19 | Mika Salo             | Tyrrell-Yamaha     | 70           | +1 kör         | 11       | 2        |
| 6        | 9  | Olivier Panis         | Ligier-Mugen-Honda | 70           | +1 kör         | 15       | 1        |
| 7        | 2  | Eddie Irvine          | Ferrari            | 70           | +1 kör         | 10       |          |
| 8        | 10 | Pedro Diniz           | Ligier-Mugen-Honda | 69           | +2 kör         | 22       |          |
| 9        | 18 | Katajama Ukjó         | Tyrrell-Yamaha     | 69           | +2 kör         | 16       |          |
| 10       | 20 | Pedro Lamy            | Minardi-Ford       | 68           | +3 kör         | 18       |          |
| 11       | 22 | Luca Badoer           | Forti-Ford         | 67           | +4 kör         | 19       |          |
| 12       | 12 | Martin Brundle        | Jordan-Peugeot     | 64           | Kipördült      | 6        |          |
| Kiesett  | 11 | Rubens Barrichello    | Jordan-Peugeot     | 59           | Kipördült      | 2        |          |
| Kiesett  | 15 | Heinz-Harald Frentzen | Sauber-Ford        | 36           | Motorhiba      | 9        |          |
| Kiesett  | 8  | David Coulthard       | McLaren-Mercedes   | 29           | Kipördült      | 14       |          |
| Kiesett  | 14 | Johnny Herbert        | Sauber-Ford        | 28           | Motorhiba      | 12       |          |
| Kiesett  | 6  | Jacques Villeneuve    | Williams-Renault   | 26           | Kiprödült      | 3        |          |
| Kiesett  | 4  | Gerhard Berger        | Benetton-Renault   | 26           | Hidraulika     | 8        |          |
| Kiesett  | 23 | Andrea Montermini     | Forti-Ford         | 26           | Kipördült      | 20       |          |
| Kiesett  | 16 | Ricardo Rosset        | Footwork-Hart      | 24           | Kipördült      | 17       |          |
| Kiesett  | 17 | Jos Verstappen        | Footwork-Hart      | 19           | Motorhiba      | 13       |          |
| Kiesett  | 21 | Tarso Marques         | Minardi-Ford       | 0            | Kipördült      | 21       |          |

## A világbajnokság élmezőnyének állása a verseny után
| H  | Versenyzők         | Pont | H  | Konstruktőrök    | Pont |
| -- | ------------------ | ---- | -- | ---------------- | ---- |
| 1. | Damon Hill         | 20   | 1. | Williams-Renault | 26   |
| 2. | Jacques Villeneuve | 6    | 2. | Benetton-Renault | 9    |
| 3. | Jean Alesi         | 6    | 3. | Ferrari          | 8    |
| 4. | Mika Häkkinen      | 5    | 4. | McLaren-Mercedes | 5    |
| 5. | Michael Schumacher | 4    | 5. | Tyrrell-Yamaha   | 3    |

## Statisztikák
Vezető helyen:
- Damon Hill: 68 (1-39 / 43-71)
- Jean Alesi: 3 (40-42)

Damon Hill 15. győzelme, 12. pole-pozíciója, 13. leggyorsabb köre, 4. mesterhármasa (gy, pp, lk)
- Williams 85. győzelme.

Tarso Marques első versenye.